# Liste der Baudenkmale in Klein Vielen
In der Liste der Baudenkmale in Klein Vielen sind alle denkmalgeschützten Bauten der Gemeinde Klein Vielen (Mecklenburg-Vorpommern) und ihrer Ortsteile aufgelistet. Grundlage ist die Veröffentlichung der Denkmalliste des Landkreises Mecklenburgische Seenplatte (Auszug) vom 20. Januar 2017.

## Klein Vielen
| ID  | Lage                  | Bezeichnung                                | Beschreibung | Bild                      |
| --- | --------------------- | ------------------------------------------ | --- | ------------------------- |
| 520 | Dorfstraße 13         | Remise                                     | Sie steht nahe der einzig starken Kurve des Ortes. |                           |
| 521 | Dorfstraße 37 (Karte) | Stallscheune (Wohnhaus)                    | Dieses Gebäude war bis in die 1940er Jahre das Verwalter-Gebäude des Gutes. Daneben befindet sich die größte Ruine des Gutes, der frühere Schaf- und Rinderstall. |                           |
| 522 | (Karte)               | Park der Gutsanlage                        | Der Park gehörte seit Errichtung des Gutes zum Ort. |                           |
| 523 | (Karte)               | Jahn-Kapelle Klein Vielen                  | Die Jahn-Kapelle auf dem Klingenberg ist eine Grabkapelle aus Backsteinmauerwerk, die der Eigentümer des Gutes, Eduard Rudolph Jahn (1816–1890), in Klein Vielen bei Neustrelitz in Mecklenburg zu Ehren seiner verstorbenen Frau und seiner Tochter ab 1851 errichten ließ. Sie befindet sich im ehemaligen Park des nicht erhaltenen Gutshauses. | Jahn-Kapelle Klein Vielen |
| 523 |                       | Allee vom Park des Gutes zum Kapellenhügel | |                           |

### Adamsdorf
| ID | Lage                     | Bezeichnung      | Beschreibung | Bild |
| -- | ------------------------ | ---------------- | ------------ | ---- |
| 1  | Adamsdorf 17, 18 (Karte) | Landarbeiterhaus |              |      |
| 2  | Adamsdorf 19 (Karte)     | Landarbeiterhaus |              |      |

### Brustorf
| ID | Lage        | Bezeichnung      | Beschreibung                   | Bild |
| -- | ----------- | ---------------- | ------------------------------ | ---- |
| 65 | Försterei 1 | Fachwerkwohnhaus | alter Verlauf, jetzt Parkplatz |      |

### Hartwigsdorf
| ID  | Lage          | Bezeichnung                     | Beschreibung | Bild                            |
| --- | ------------- | ------------------------------- | ------------ | ------------------------------- |
| 438 | Dorfstraße 3  | Aufsiedlergehöft Horsthof       |              |                                 |
| 439 | Dorfstraße 5  | Aufsiedlergehöft Blankhof       |              | Aufsiedlergehöft Blankhof       |
| 440 | Dorfstraße 7  | Aufsiedlergehöft Riehhof        |              | Aufsiedlergehöft Riehhof        |
| 441 | Dorfstraße 10 | Aufsiedlergehöft Friederikenhof |              | Aufsiedlergehöft Friederikenhof |
| 442 | Dorfstraße 13 | Aufsiedlergehöft Hesterhof      |              | Aufsiedlergehöft Hesterhof      |
| 443 | Dorfstraße 15 | Aufsiedlergehöft Graukhof       |              | Aufsiedlergehöft Graukhof       |
| 444 | Dorfstraße 17 | Aufsiedlergehöft Kästenhof      |              |                                 |
| 445 | Dorfstraße 23 | Feldsteinscheune und            |              | Feldsteinscheune und            |
| 445 | Dorfstraße 23 | Park der Gutsanlage             |              |                                 |

### Liepen
| ID  | Lage               | Bezeichnung               | Beschreibung | Bild           |
| --- | ------------------ | ------------------------- | --- | -------------- |
| 571 | Liepen4c (Karte)   | Kirche                    | 1888 wurde die neugotische Kirche eingeweiht. Die Kirche wurde umfangreich durch Bemühungen des Fördervereins Liepener Kirche und Orgel in den Jahren 2019-2023 restauriert. Die in der Kirche befindliche Grüneberg-Orgel wurde ebenfalls restauriert und ist nach 40 Jahre wieder spielbar.                             | Weitere Bilder |
| 572 | Dorfstraße (Karte) | Schule (neben der Kirche) | Die einklassige Backsteinschule wurde 1888 erbaut und 100 Jahre später restauriert. Im ehemaligen Klassenraum befand sich zunächst eine Keramikwerkstatt, die alte Schülergarderobe fungierte als Verkaufsraum. Nach dem Verkauf wurde in der alten Schule ein privates Wohnhaus mit Ferienzimmervermietung eingerichtet. |                |

### Peckatel
| ID  | Lage                  | Bezeichnung                       | Beschreibung | Bild                    |
| --- | --------------------- | --------------------------------- | --- | ----------------------- |
| 894 | Dorfstraße            | Meilenstein                       | Rundsockelstein und trägt die Inschrift der Entfernungen nach Penzlin und Neustrelitz in Meilen |                         |
| 895 | Dorfstraße 46 (Karte) | Pfarrhaus                         | Erbaut um 1862 mit dem Neubau der Kirche |                         |
| 896 | Peckatel 28 (Karte)   | Gutsanlage mit Gutshaus           | Spätklassizistisches, 1-gesch., saniertes Gutshaus von 1854 mit Fachwerkaufbauten, historisierender, 2-gesch. Anbau aus Backstein von 1895 mit 3-gesch. Turm, Wirtschaftsgebäude aus Feldstein, Reste eines Landschaftsparks. | Gutsanlage mit Gutshaus |
| 896 |                       | Parkresten                        | |                         |
| 896 | Peckatel 29           | Feldsteinscheune                  | |                         |
| 896 | Peckatel 23           | Inspektorenhaus                   | |                         |
| 897 | (Karte)               | Kirche mit Grabstätte von Maltzan | | Weitere Bilder          |

## Gestrichene Baudenkmale
- Peckatel, Peckatel 39a, Fachwerkwohnhaus

## Quelle
- Karte der Baudenkmale im Geoportal des Landkreises